# Étoile sportive du Fahs
 (juin 2022).
Si vous disposez d'ouvrages ou d'articles de référence ou si vous connaissez des sites web de qualité traitant du thème abordé ici, merci de compléter l'article en donnant les références utiles à sa vérifiabilité et en les liant à la section « Notes et références ».
Maillots
L'Étoile sportive du Fahs (arabe : النجم الرياضي بالفحص), plus couramment abrégé en ES Fahs, est un club tunisien de football fondé en 1942 et basé dans la ville du Fahs.
L'ESF évolue durant la saison 2021-2022 en Ligue III.

## Palmarès
- Coupe de la Ligue amateur Promosport (1) :
  - Vainqueur : 2016